# ボルボ・360c
360c Conceptはボルボ・カーズが自社開発した完全自律型電気自動車のコンセプトカー。

## 概要
2018年9月12日に公開した自律走行する次世代のコンセプトカーである。
ボルボ・カーズは、オートパイロット、コネクテッドカー、先進安全自動車、高度道路交通システム、人工知能等のテクノロジーを共有し、完全自律走行に不可欠な自律型テクノロジーのグローバル・スタンダード化の規格推進を行い、また他の自律型自動車や道路利用者が考慮する必要がないように安全な相互通信技術の仕組みにも取り組んでいる。
360cの車内には運転するための運転席やステアリング・ホイールは存在しない。個室の様なミーティングスペースとワークスペース、エンターテイメントやリラックス空間、睡眠時は就寝用ベッドとなる。
市街地での自律走行に加え、短距離航空機での都市間輸送「300キロメートル (186 mi)」の代替移動としての需要を見込んでいる。